# Label Switch Router
Ein Label Switch Router (LSR) ist ein Router im Innern eines MPLS-Netzwerkes. Er ist für den Austausch der MPLS-Labels verantwortlich, die zum Weiterleiten der IP-Pakete verwendet werden.
Wenn ein LSR ein Paket erhält, dann benutzt er das MPLS-Label aus dem Paketheader zur Weiterleitung des Pakets auf dem Label Switched Path (LSP) und tauscht dabei das Label gegen das entsprechende aus, welches für den nächsten Abschnitt auf dem LSP verwendet wird.